# 백거이
백거이(중국어: 白居易, 772년 ~ 846년)는 당나라의 시인이다. 자(字)는 낙천(樂天)이고, 호는 취음선생(醉吟先生), 향산거사(香山居士) 등으로 불리었다.

## 생애
대력(大曆) 7년(772년), 뤄양(洛陽) 부근의 정주(鄭州) 신정현(新鄭県, 지금의 허난성 신정시)에서 가난한 학자 집안에서 태어났다. 어려서부터 두뇌가 명석했던 그는 5, 6세때 이미 시를 짓고, 9세 때에 호율(號律)을 깨달았다고 한다.
그의 집안은 가난한 학자 집안으로 대부분 지방관은 지방관으로서 관인 생활을 마치는 경우가 많았다. 딱히 특출난 명문가라고 할 수 없었지만, 안록산(安祿山)의 난 이후의 정치 개혁에서 비교적 낮은 가계 출신에게도 기회가 열렸다. 10세에 가족들에게 벗어나 장안(長安) 부근에서 교육을 받았다. 정원(貞元) 16년(800년) 29세로 진사과(進士科)에 합격하고, 32세에 황제 친시(親試)에 합격하였으며, 그 무렵에 지은 「장한가(長恨歌)」는 장안의 자랑거리일 정도로 유명하다.
백거이의 지우였던 원진은 백거이의 문집 《백씨장경집》 서문에서, "계림의 상인이 (백거이의 글을) 저자에서 절실히 구하였고, 동국의 재상은 번번이 많은 돈을 내고 시 한 편을 바꾸었다"고 하여, 당시 백거이의 글이 신라에까지 알려져 있었음을 알 수 있다. 백거이는 810년에 당 헌종이 신라의 헌덕왕(憲德王)에게 보내는 국서를 황제를 대신해 지었으며, 821년에서 822년 사이에 신라에서 온 하정사 김충량(金忠良)이 귀국할 때 목종(穆宗)이 내린 제서도 그가 지었다.
35세에 주질현위(盩厔縣尉)가 된 것을 시작으로 한림학사(翰林學士), 좌습유(左拾遺)를 역임했다. 이 무렵 당시 사회나 정치에 대한 비판을 담은 「신악부」라 불리는 작품들을 많이 지었다. 관인으로서 그의 경력은 성공적이었지만, 원화(元和) 10년(815년) 재상 무원형(武元衡)이 암살된 사건의 배후를 캐라는 상소를 올렸다가 월권행위라 하여 강주(江州, 지금의 강서 성江西省 구강 시九江市)의 사마(司馬)로 좌천당했다. 그 뒤 다시 중앙으로 복귀하라는 명이 내려지긴 했지만, 그 자신이 지방관을 자처하여 항저우(杭州, 822년부터 824년까지), 쑤저우(蘇州, 825년부터 827년까지)의 자사(刺使)를 맡아 업적을 남기고 그 지역을 성공적으로 다스렸다.
특히 항저우에 재직하는 동안 시후(西湖)에 건설한 백제(바이띠, 白堤)라는 제방은 소동파가 만든 소제(쑤띠, 蘇堤)와 더불어 항주의 명소로 유명하며 그의 애민정신을 엿볼 수 있다. 항저우에서 재직하는 동안 항상 나무 위에 올라 참선하여 새둥지라는 뜻의 '조과'란 별명을 가진 '도림 선사'와의 일화가 재미있으며 다양한 버전이 있다. 약술하자면 백거이가 도림선사에게 불법을 묻자 '나쁜 짓은 하지 말고, 착한 일은 다 하라'고 하였다. 이에 백거이가 '세 살 어린 애도 아는 이야기'라며 일축하자, 도림선사가 '세 살 아이도 알지만, 여든인 노인도 평생을 통해 실천하기 어려운 것'이라고 하였다는 이야기다.
개성(開成) 원년(836년)에 형부시랑(刑部侍郞), 3년(838년)에는 태자소부(太子少傅)이 되었으며, 무종(武宗) 회창(會昌) 2년(842년)에 형부상서(刑部尙書)를 마지막으로 관직에서 물러났다. 이때 그의 나이 71세였다. 74세에 자신의 글을 모아 《백씨문집(白氏文集)》(백씨장경집) 75권을 완성한 바로 이듬해 생애를 마쳤다.

## 작품
백거이는 다작(多作) 시인으로 알려져 있으며, 현존하는 문집은 71권, 작품은 총 3,800여 수로 당대(唐代) 시인 가운데 최고 분량을 자랑할 뿐 아니라 시의 내용도 다양하다. 젊은 나이에「신악부 운동」을 전개하여 사회, 정치의 실상을 비판하는 이른바 「풍유시(諷喩詩, 風諭詩)」를 많이 지었으나, 강주사마로 좌천되고 나서는 일상의 작은 기쁨을 주제로 한 「한적시(閑適詩)」의 제작에 초점을 맞추었다. 이밖에도 평소 둘도 없는 친구였던 원진(元稹), 유우석(劉禹錫)과 지은 「장한가(長恨歌)」, 「비파행(琵琶行)」 등의 감상시도 유명하다. 백거이가 45세 때 지은 「비파행」은 그를 당에서 가장 뛰어난 시인으로 꼽히게 하였으며, 또, 현종(玄宗)과 양귀비의 사랑을 노래한 장시 「장한가」도 유명하다.
풍유시를 주로 했던 시기, 한적시를 주로 지었던 시기 전체를 통틀어, '짧은 문장으로 누구든지 쉽게 읽을 수 있는(平易暢達)' 것을 중시하는 시풍(詩風)은 변함이 없었다. 북송(北宋)의 석혜홍(釋惠洪)이 지은 《냉재시화(冷齎詩話)》 등에 보면, 백거이는 시를 지을 때마다 글을 모르는 노인에게 자신이 지은 시를 읽어주면서, 노인이 이해하지 못하는 부분이 있으면 평이한 표현으로 바꿨다고 한다. 이렇게 지어진 그의 시는 사대부(士大夫) 계층뿐 아니라 기녀(妓女), 목동 같은 신분이 낮은 사람들에게까지 애창되는 시가 되었다.
이 밖에 <백시 장경집> 50권에 그의 시 2,200수가 정리되었으며, 그의 시문집인 <백씨 문집>은 그의 모든 시를 정리한 시집이다.
장편서사시로는 다음과 같은 것들이 있다.
- 장한가(長恨歌)
- 비파행(琵琶行)

## 같이 보기
- 이사도
- 당나라의 황제
- 서호